# مسیح مستور
مسیح مستور (انگلیسی: Veiled Christ)، مسیح محجوب یا مسیح در لفافه، یک مجسمه مرمری ساخته جوزپه سانمارتینو است که در سال ۱۷۵۳ در کاپلا سانسه‌ورو، ناپل، ایتالیا به‌نمایش گذاشته شد. مسیح مستور یکی از برجسته‌ترین مجسمه‌های جهان در نظر گرفته می‌شود و طبق افسانه‌ها تصور می‌شود که توسط کیمیاگری ساخته شده است. مجسمه‌ساز آنتونیو کانووا، که تلاش کرد این اثر را به‌دست آورد، اعلام کرد که با کمال میل ده سال از زندگی خود را برای تولید شاهکاری مشابه صرف می‌کند.

## تاریخچه و توصیف
تولید مسیح مستور در اصل به مجسمه‌ساز آنتونیو کورادینی، که در مجسمه‌های محجبه تخصص داشت، واگذار شد. با این حال، کورادینی مدت کوتاهی بعد درگذشت و تنها یک بوزتو سفالی (Maquette) (امروزه در موزه ملی سن مارتینو (National Museum of San Martino) به‌نمایش گذاشته می‌شود) تولید کرد. بنابراین این کار به جوزپه سانمارتینو واگذار شد، که موظف به تولید «مجسمه‌ای از مرمر بود که با بزرگترین واقع‌گرایی مجسمه‌سازی شده بود، که نشان‌دهنده سرور ما عیسی مسیح در هنگام مرگ است، که با کفن شفافی که از همان قطعه سنگ مجسمه تراشیده شده بود، پوشانده شده بود».

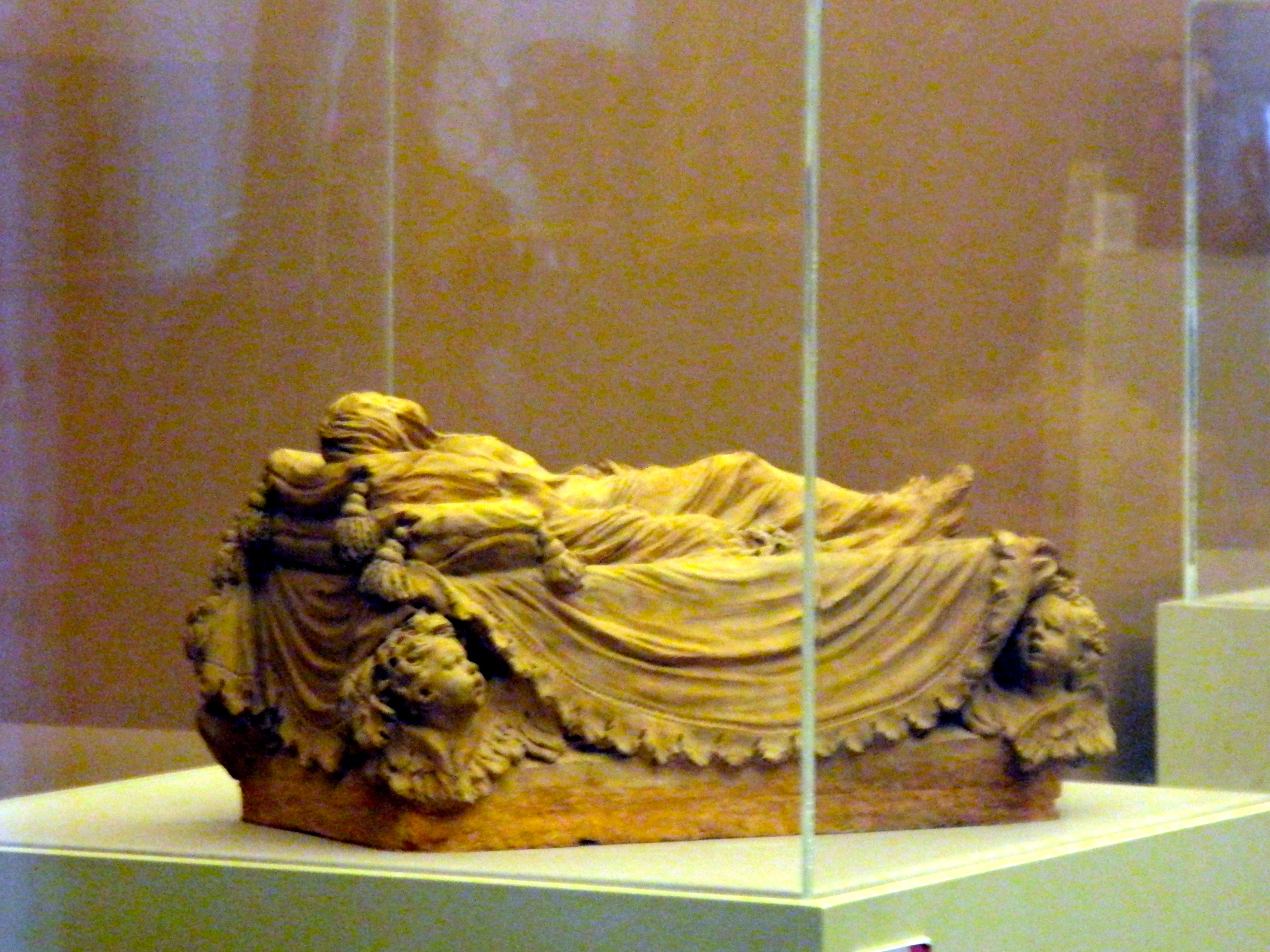
طرح سفالی از آنتونیو کورادینی در موزه ملی سن مارتینو نمایش داده شده است.

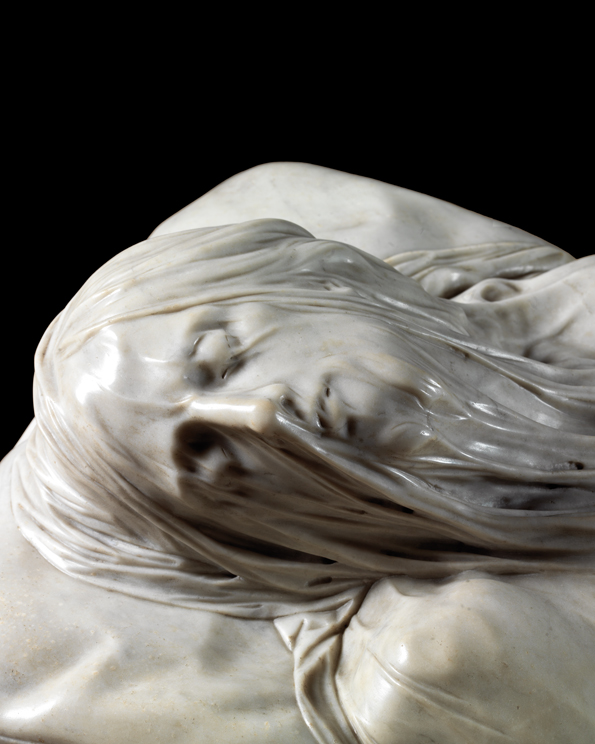
مسیح مستور

سانمارتینو اثری با مسیح مرده که روی نیمکتی دراز کشیده، با حجابی که کاملا به فرم او می‌چسبد، تولید کرد. تسلط مجسمه‌ساز ناپلی در به تصویر کشیدن موفقیت‌آمیز او با نگریستن از درون حجاب، از رنجی است که مسیح در طول مصلوب شدن متحمل شده بود. نشانه‌هایی از درد عیسی در صورت و بدن او دیده می‌شود.
سانمارتینو با شکل دادن جزئیات بیشتر به بلوک مرمر، در پای عیسی، تصاویری از آلات هوای‌نفس (Arma Christi) حک کرده است: انبردست، غل و تاج خار.

## افسانه حجاب

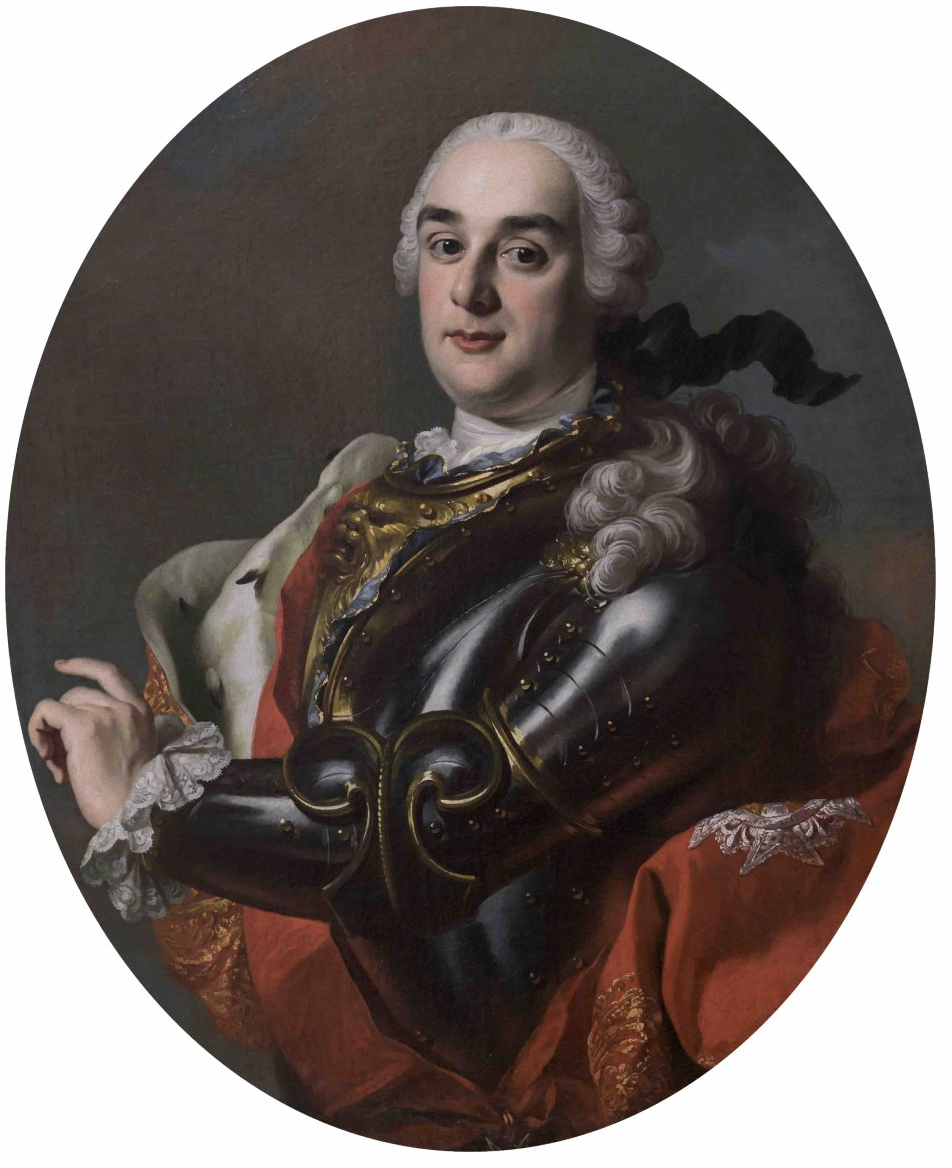
رایموندو دی سانگرو

در طول قرن‌ها، تصویرسازی استادانه حجاب افسانه‌ای به دست آورده است که در آن سفارش‌دهنده اصلی مجسمه، دانشمند و کیمیاگر مشهور رایموندو دی سانگرو (Raimondo di Sangro)، به مجسمه‌ساز آموزش می‌دهد که چگونه پارچه را به مرمر کریستالی تبدیل کند. در طول سال‌ها، بسیاری از بازدیدکنندگان کاپلا، که از مجسمه‌های محجبه شگفت‌زده شده بودند، به اشتباه تصور می‌کردند که این مجسمه نتیجه یک «مرمرسازی» کیمیاگری است که توسط شاهزاده انجام شده است. گفته می‌شود که او حجابی واقعی بر روی مجسمه گذاشته و به مرور زمان و با فرآیندی شیمیایی این حجاب را به مرمر تبدیل کرده است.
در حقیقت، یک تحلیل دقیق شکی باقی نمی‌گذارد که این اثر به‌طور کامل از سنگ مرمر ساخته شده‌است. این را برخی از نامه‌های نوشته شده در زمان تولید آن نیز تایید می‌کند. رسید پرداخت به سانمارتینو، به تاریخ ۱۶ دسامبر ۱۷۵۲ و امضای شاهزاده، در آرشیو تاریخی بانک ناپل نگهداری می‌شود و در آن آمده است:
| فارسی | English | Italian |
| و شما پنجاه دوکات یادشده را از طرف من به جوزپه سانمارتینوی باشکوه برای مجسمه سرور ما در مرگ که با پرده‌ای از سنگ مرمر پوشانده شده‌است، پرداخت خواهید کرد. | And you will pay the aforementioned fifty ducats to the Magnificent Giuseppe Sanmartino on my behalf, for the statue of Our Lord in death covered by a veil also of marble. | E per me gli suddetti ducati cinquanta gli pagarete al Magnifico Giuseppe Sanmartino in conto della statua di Nostro Signore morto coperta da un velo ancor di marmo. Raimondo di Sangro |

در نامه‌های دیگر، دی سانگرو همچنین بیان می‌کند که حجاب از همان قطعه سنگی مجسمه ساخته شده است.